# Майков (село)
Майков (укр. Майків) — село, входит в Гощанскую поселковую общину Ровненского района Ровненской области Украины.
Население по переписи 2001 года составляло 679 человек. Почтовый индекс — 35453. Телефонный код — 3650. Код КОАТУУ — 5621284801.